# Dragan Bošnjak
Dragan Bošnjak (Magyarkanizsa, 1956. október 19. – Magyarkanizsa, 2019. március 27.) szerb labdarúgó, középpályás.

## Pályafutása

### Klubcsapatban
1975–76-ban a Spartak Subotica, 1976 és 1979 között a Vojvodina, 1980 és 1984 között a Dinamo Zagreb, 1985-ben a Dinamo Vinkovci labdarúgója volt. 1985 és 1987 között a Gaziantepspor csapatában szerepelt. 1987 őszén a spanyol Figueres játékosa volt. 1988-ban a Spartak Subotica csapatában fejezte be az aktív labdarúgást.
A Vojvodinával közép-európai kupa-győztes, a Dinamo Zagreb csapatával jugoszláv bajnok és kétszeres jugoszláv kupagyőztes volt.

### A válogatottban
1978-ben öt alkalommal szerepelt a jugoszláv U21-es válogatottban. Tagja volt az 1978-as U21-es Európa-bajnok csapatnak.

## Sikerei, díjai
Jugoszlávia U21
- U21-es Európa-bajnokság
  - aranyérmes: 1978

 Vojvodina
- Közép-európai kupa
  - győztes: 1976–77

 Dinamo Zagreb
- Jugoszláv bajnokság
  - bajnok: 1981–82
- Jugoszláv kupa
  - győztes (2): 1980, 1983